# Antoine Colomb
 (juin 2024).
La mise en forme du texte ne suit pas les recommandations de Wikipédia : il faut le « wikifier ».
Les points d'amélioration suivants sont les cas les plus fréquents. Le détail des points à revoir est peut-être précisé sur la page de discussion.
- Les titres sont pré-formatés par le logiciel. Ils ne sont ni en capitales, ni en gras.
- Le texte ne doit pas être écrit en capitales (les noms de famille non plus), ni en gras, ni en italique, ni en « petit »…
- Le gras n'est utilisé que pour surligner le titre de l'article dans l'introduction, une seule fois.
- L'italique est rarement utilisé : mots en langue étrangère, titres d'œuvres, noms de bateaux, etc.
- Les citations ne sont pas en italique mais en corps de texte normal. Elles sont entourées par des guillemets français : « et ».
- Les listes à puces sont à éviter, des paragraphes rédigés étant largement préférés. Les tableaux sont à réserver à la présentation de données structurées (résultats, etc.).
- Les appels de note de bas de page (petits chiffres en exposant, introduits par l'outil «  Source ») sont à placer entre la fin de phrase et le point final[comme ça].
- Les liens internes (vers d'autres articles de Wikipédia) sont à choisir avec parcimonie. Créez des liens vers des articles approfondissant le sujet. Les termes génériques sans rapport avec le sujet sont à éviter, ainsi que les répétitions de liens vers un même terme.
- Les liens externes sont à placer uniquement dans une section « Liens externes », à la fin de l'article. Ces liens sont à choisir avec parcimonie suivant les règles définies. Si un lien sert de source à l'article, son insertion dans le texte est à faire par les notes de bas de page.
- La présentation des références doit suivre les conventions bibliographiques. Il est recommandé d'utiliser les modèles {{Ouvrage}}, {{Chapitre}}, {{Article}}, {{Lien web}} et/ou {{Bibliographie}}. Le mode d'édition visuel peut mettre en forme automatiquement les références.
- Insérer une infobox (cadre d'informations à droite) n'est pas obligatoire pour parachever la mise en page.

Pour une aide détaillée, merci de consulter Aide:Wikification.
Si vous pensez que ces points ont été résolus, vous pouvez retirer ce bandeau et améliorer la mise en forme d'un autre article.
Pour les articles homonymes, voir Colomb.
'Antoine Pierre Jacques Colomb', né le 13 juin 1826 à Digne où il est mort le 7 juin 1906, était un orfèvre et bijoutier, inventeur du bijoux dit « Étoile de Saint-Vincent » ou « Étoile des Alpes ». Il fut également premier adjoint au maire de Digne pendant une trentaine d'années[évasif]. Surnommé "le père aux oiseaux" pour sa bonté envers eux, il décède en 1906, à Digne, à l'âge de 79 ans. Également connu pour son engagement civique en tant que premier adjoint au maire de Digne pendant environ trente ans, il fut surnommé « le père aux oiseaux » en raison de sa bienveillance envers les volatiles et « le Benvenuto Cellini dignois » pour son talent d’orfèvre.
Jeunesse et formation
Antoine Colomb naît le 13 juin 1826 à Digne-les-Bains, dans une famille de bijoutiers-graveurs. Son père exerce le même métier, tout comme son fils plus tard, formant une véritable dynastie artisanale, comparable à celle des tailleurs de pierre dignois comme le sculpteur Botinelly. Les détails de sa formation restent peu documentés, mais son apprentissage s’inscrit dans la tradition familiale, où il acquiert une maîtrise exceptionnelle de l’orfèvrerie. Son père l'envoi se former chez l'orfèvre renommé François-Désiré Froment-Meurice chez qui il restera environ trois ans. 
Carrière de bijoutier
Vers 1850-1855, Colomb innove, améliorant une idée de son père avec lequel il participe à l'exposition universelle de Paris en 1855, en transformant les fossiles de pentacrines, appelés « Étoiles de Saint-Vincent », en bijoux. Ces fossiles, segments de crinoïdes (lys de mer) datant de 180 à 200 millions d’années, sont collectés sur la colline Saint-Vincent à Digne. D’une taille de quelques millimètres et extrêmement fragiles, ils sont sertis dans des montures d’argent ou d’or, une prouesse technique qui témoigne de son talent. Il crée une gamme variée de bijoux : colliers, pendentifs, broches, boucles d’oreilles, boutons de manchette, épingles à cravate, bagues, châtelaines et peignes à chignon,.
Son travail connaît un succès rapide, devenant emblématique de Digne dès les années 1850. Les bijoux, portés lors d’événements familiaux (mariages, baptêmes), sont popularisés par les touristes et colporteurs, faisant des Étoiles de Saint-Vincent un symbole régional. Colomb reçoit plusieurs distinctions prestigieuses :
```
   Médaille de vermeil au concours Industrie de l’Exposition Universelle de 1855 à Paris
[
5
]
.
   Médaille de 1re classe au concours des Beaux-Arts de Digne en 1861
[
5
]
. Il réalise également des commandes spéciales, comme un diadème pour Madame Sadi Carnot et une broche en forme de plume d’aigle royal pour l’amiral Avellan, commandant la flotte russe en visite en France en 1893
[
6
]
.
```

Engagement civique
Parallèlement à son activité d’orfèvre, Colomb s’engage dans la vie publique de Digne, occupant le poste de premier adjoint au maire pendant environ trente ans. Cette longévité témoigne de son influence et de son respect au sein de la communauté locale.
Vie personnelle et surnoms
Surnommé « le père aux oiseaux » pour sa bienveillance envers les volatiles, Colomb était une figure aimée à Digne. Son talent d’orfèvre lui vaut également le surnom de « Benvenuto Cellini dignois », en référence au célèbre orfèvre italien de la Renaissance. Une photographie le montre dans son atelier, avec une barbe blanche, une blouse d’artisan et une casquette de marin, tenant une Étoile de Saint-Vincent, le regard songeur.
Il décède en 1906 à Digne-les-Bains, à l’âge de 79 ans.
L’Étoile de Saint-Vincent
Origine géologique
Les Étoiles de Saint-Vincent sont des fossiles de pentacrines, segments de crinoïdes fossilisés en forme d’étoiles à cinq branches, datant du Lias inférieur (Sinémurien, environ 180-200 millions d’années). Décrites dès le XVIIe siècle par Pierre Gassendi, elles étaient appelées « pierres de Saint-Vincent » ou « astroïtes » et considérées comme des talismans protecteurs contre les maléfices, notamment par les bergers.
Innovation et symbolisme
Colomb transforme ces fossiles en bijoux vers 1855, lançant une mode régionale. Leur forme pentagrammique, symbole de perfection, et leur couleur noire, associée à l’éternité dans la tradition chrétienne, renforcent leur aura de porte-bonheur,. Cette innovation, alliant géologie et artisanat, fait des Étoiles de Saint-Vincent un emblème de Digne, aujourd’hui représenté dans le « Parcours des étoiles de Saint-Vincent » et une sculpture géante acquise par la mairie en 2021.
Postérité
La production des bijoux décline au XXe siècle en raison de réglementations protégeant le patrimoine géologique, mais elle est relancée dans les années 2010 par des artisans comme Norbert Mille, en collaboration avec le Musée Gassendi. Une exposition en 2015 au Musée Gassendi, réunissant plus de 500 pièces, met en lumière son héritage.
Relations artistiques
Colomb fréquente des figures du mouvement culturel provençal, notamment Frédéric Mistral, avec qui il partage une amitié, et Paul Arène, qui dédie un poème aux Étoiles de Saint-Vincent. Ces liens inscrivent son travail dans le contexte du Félibrige, mouvement de valorisation de l’identité provençale,. Les bijoux apparaissent également dans l’œuvre de Jean Giono, notamment dans le film L’Eau vive, renforçant leur statut culturel.
Héritage
Antoine Colomb laisse un héritage durable à Digne-les-Bains. Les Étoiles de Saint-Vincent sont aujourd’hui un symbole officieux de la ville, intégrées au parcours touristique et exposées au Musée Gassendi. Une rue de Digne porte son nom, témoignant de sa notoriété locale.